# Cerro Chacarillas
El cerro Chacarillas o Tupahue (en quechua: Centinela) (en mapudungún: Tung Pawe, “lugar de paz”) está ubicado en la ciudad de Santiago, la capital de Chile. Con una altitud de 796 m s. n. m. y una prominencia de 280 m, es el tercer punto de mayor altura de la ciudad, siendo superado por los cerros Renca (905) y San Cristóbal (845).
Se encuentra al nororiente de su cerro hermano (el San Cristóbal), entre las comunas de Providencia por el sur, Vitacura por el oriente y Recoleta por el norte.
El cerro Chacarillas es parte de un conjunto de montañas, junto a los cerros San Cristóbal, La Pirámide y Los Gemelos, que forman parte del Parque Metropolitano de Santiago, el parque urbano más grande del país y uno de los mayores del mundo, con aproximadamente 722 hectáreas de extensión.

## Historia
La piscina popular Chacarillas fue construida  durante el gobierno del presidente Salvador Allende Gossens, por petición de la delegación de dirigentes sindicales del Parque Metropolitano, quienes quisieron convertir un estanque de regadío en desuso en una piscina popular, pues la tarifa de entrada a la piscina Tupahue era prohibitiva para la clase trabajadora.
Fue diseñada por el arquitecto Carlos Martner y, según la revista Auca de agosto de 1971, se amplió la zona de pícnic en forma de terrazas escalonadas, sacando partido a la pendiente del cerro; se diseñó un mirador teniendo presente la espléndida vista en casi 360° que disfruta el lugar y se proyectó un restaurante, todo lo cual no representó un aumento en el valor de la entrada. 
Tras el golpe militar de 1973, la piscina se mantuvo cerrada por tres años. En 1976 fue reinaugurada bajo otro nombre, Antilén, y su tarifa era similar a la de la piscina Tupahue, lo que se mantiene hasta hoy. 
El 9 de julio de 1977 se realizó en la cima de este cerro un simbólico encuentro organizado por el Frente Juvenil de Unidad Nacional, para celebrar el día de la juventud, en el cual el dictador Augusto Pinochet, cabeza de la Junta Militar durante la dictadura en Chile, pronunció un discurso en el que delinearía la nueva institucionalidad que regiría el Estado en los siguientes años. A este evento asistieron conocidos políticos de derecha tales como Joaquín Lavín, Juan Antonio Coloma Correa, Carlos Bombal y Andrés Chadwick.